# Арпентьев, Борис Михайлович
Борис Михайлович Арпентьев (28 апреля 1938 — 7 января 2010) — учёный в области сборочных процессов и качества в машиностроении, профессор, доктор технических наук, заведующий кафедрой (c 1989 по 2008 г.) технологий и управления качеством в машиностроении (до 2002 г. технологии машиностроения) Украинской инженерно-педагогической академии.
Борис Михайлович Арпентьев известен работами по сборке с термовоздействием и управлению качеством. Он автор более 150 научных работ и 45 авторских свидетельств на изобретения и патентов. Подготовил 4 доктора технических наук и 15 кандидатов технических наук.

## Биография

### Семья
Родился в Харькове в семье служащих, отец - Арпентьев Михаил Александрович, мать - Бондаренко-Арпентьева Мария Сидоровна. Супруга — Руденко Екатерина Власовна. Дочери: Ольга (1971 г. рожд.) и Марина (1979 г. рожд.).

### Образование
В 1960 году окончил Харьковский горный институт.

### Профессиональная деятельность
Профессиональную деятельность начал в институте ГИПРОКОКС (г. Харьков). В 1961 г. по перешёл работать в научно-исследовательскую лабораторию автоматизации производственных процессов при Харьковском горном институте. Работал инженером-конструктором, участвуя в создании оборудования для сборки и разборки машин. В 1964 г. в составе лаборатории был переведен в Украинский заочный политехнический институт в г. Харькове.
Первой крупной разработкой, в которой участвовал Арпентьев Б.М. как инженер-исследователь, явилось создание и внедрение комплекса оборудования для Уралвагонзавода (г. Нижний Тагил) в 1966 г. В дальнейшем принимал участие в выполнении заказов по созданию и внедрению технологий и оборудования для индукционно-тепловой сборки и разборки машин для различных отраслей – тяжелого, транспортного и горного машиностроения, судостроения и судоремонта на предприятиях Ижевска, Магадана, Комсомольска-на-Амуре, Кемерова, Севастополя, Харькова и других городов. По результатам работ награждён двумя серебряными медалями ВДНХ СССР (1973 г. и 1976 г.) и медалью второй степени ВДНХ УССР (1982 г.).
Арпентьев Борис Михайлович работал в Украинской инженерно-педагогической академии в г. Харькове заведующим кафедрой «Технологий и управления качеством в машиностроении» и являлся научным руководителем исследовательской лаборатории «Термосборка», которая специализируется на создании технологий и индукционно-нагревательного оборудования для машиностроения.

### Научная школа
Являлся руководителем научной школы  «Технологии и качество сборки при использовании термовоздействия». Подготовил 4 доктора технических наук, и 15 кандидатов технических наук.

## Степени и звания
- доктор технических наук (1991),
- профессор (1991).

## Публикации
1. Зенкин А.С., Арпентьев Б.М. Сборка неподвижных соединений термическими методами - М.: Машиностроение, 1987. - 125 с.
2. Арпентьев Б.М., Зенкин А.С., Куцын А.Н. Конкурентоспроможність і якість машинобудівної продукції - К.: Техніка, 1997. - 225 с.
3. Арпентьев Б.М., Куцын А.Н., Захаров М.В. Техніко - економічні  основи системи технологій у машино- і приладобудуванні. Навчальний посібник. - Київ: ІЗМН, 1999. - 200 с.